# Porrhodites
Porrhodites är ett släkte av skalbaggar som beskrevs av Ernst Gustav Kraatz 1858. Porrhodites ingår i familjen kortvingar.
Släktet innehåller bara arten Porrhodites fenestralis.